# Liste der Viertausender in den Alpen

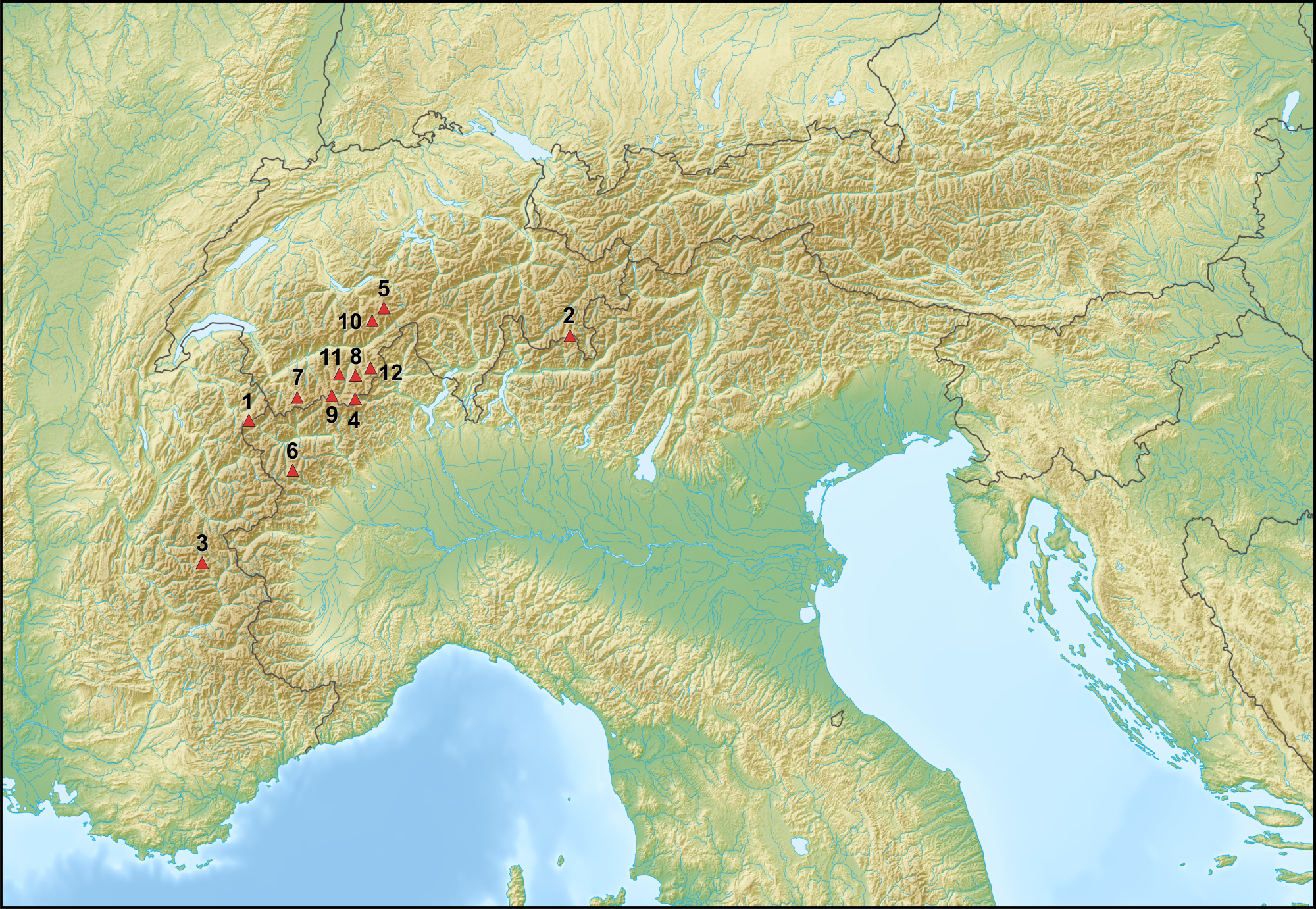
Die dominantesten und mit der höchsten Schartenhöhe ausgestatteten Viertausender der Alpen (1–10 nach Dominanz aufgenommen, 11–12 nach Schartenhöhe ausgewählt):
1 Mont Blanc, 2 Piz Bernina, 3 Barre des Écrins, 4 Dufourspitze, 5 Finsteraarhorn, 6 Gran Paradiso, 7 Grand Combin, 8 Dom, 9 Matterhorn, 10 Aletschhorn, 11 Weisshorn, 12 Weissmies

Diese Liste der Viertausender der Alpen enthält 82 durch die Alpinismusvereinigung UIAA in einer Hauptliste definierte Alpen-Gipfel über 4000 Meter Höhe. Sie befinden sich, mit Ausnahme des Piz Bernina, in den Westalpen und auf dem Staatsgebiet der Länder Frankreich, Italien und Schweiz.
Weitere 46 Erhebungen über 4000 Meter sind in einer „Erweiterten Liste“ aufgeführt. Die beiden Listen zusammen enthalten die Namen von 128 Viertausendern.

## Statistisches
- Auf dem Staatsgebiet von Frankreich befinden sich 25 Viertausender, auf italienischem Staatsgebiet 37 und in der Schweiz 48; 54 der Gipfel sind vollständig in einem Staatsgebiet, über die restlichen 28 verläuft die Staatsgrenze.
- Laut UIAA gehören 41 Viertausender zu den Walliser Alpen, siehe auch Liste der Viertausender in den Walliser Alpen.
- Der höchste Gipfel der Alpen ist der Hauptgipfel des Mont Blanc (4805 m), gefolgt vom Mont Blanc de Courmayeur (4748 m) und der Dufourspitze (4634 m). Les Droites sind genau 4000 m hoch.
- Die größte Schartenhöhe weisen neben dem Mont Blanc mit 4692 m das Finsteraarhorn mit 2279 m und der Piz Bernina mit 2236 m auf.
- Bei der Dominanz steht der Mont Blanc mit 2812 km erneut an der Spitze. Ihm folgen Piz Bernina (138 km) und Barre des Écrins (107 km).
- Bereits im 18. Jahrhundert bestiegen wurden Dôme du Goûter (1784) und Mont Blanc (1786).
- Der slowenische Bergsteiger Miha Valič bestieg als Erster im Winter alle 82 Viertausender der Alpen hintereinander. Er benötigte für die Marathonbesteigung 102 Tage, vom 27. Dezember 2006 bis 7. April 2007.[2]

## Viertausender: Hauptliste und Erweiterte Liste

### Hauptliste
Durch Anklicken des Symbols im Tabellenkopf sind die jeweiligen Spalten sortierbar.
| Nr. | Bild | Gipfel                                             | Höhe (m) | Gebirgsgruppe                    | Land                 | Dominanz (km)                    | Schartenhöhe (m)                                 | Erstbesteigung |
| --- | --- | -------------------------------------------------- | -------- | -------------------------------- | -------------------- | -------------------------------- | ------------------------------------------------ | --- |
| 1   | Mont Blanc von Gare des Glaciers aus gesehen. Vorne links der Mont Maudit. | Mont Blanc                                         | 4806     | Mont-Blanc-Gruppe                | Frankreich / Italien | 2812 Kjukjurtlju (RU)            | 4692 Beim Kubenasee (RU)                         | 8. Aug. 1786 Jacques Balmat, Michel-Gabriel Paccard |
| 2   | Mont Blanc de Courmayeur (links) und Mont Blanc-Hauptgipfel von Nordosten | Mont Blanc de Courmayeur                           | 4748     | Mont-Blanc-Gruppe                | Frankreich / Italien | 0,6 Mont Blanc                   | 7 Col Major                                      | 1877 J. Eccles, J. M. Couttet, A. Payot |
| 3   | Dufourspitze (4634 m) vom Nordend aus gesehen | Dufourspitze                                       | 4634     | Walliser Alpen Monte-Rosa-Massiv | Schweiz              | 78,3 Mont Blanc de Courmayeur    | 2165 Grosser St. Bernhard                        | 1. Aug. 1855 Charles Hudson und 7 Begleiter |
| 4   | Nordend (rechts) von der Signalkuppe aus gesehen. Links die Dufourspitze. | Nordend                                            | 4608     | Walliser Alpen Monte-Rosa-Massiv | Italien / Schweiz    | 0,6 Grenzgipfel                  | 89 Silbersattel                                  | 26. Aug. 1861 Edward N. Buxton, T. F. Buxton, John J. Cowell, Michel-Clément Payot, Binder                                                                                       |
| 5   | Zumsteinspitze (Mitte-rechts) vom Nordend aus gesehen. Links die Signalkuppe. | Zumsteinspitze                                     | 4563     | Walliser Alpen Monte-Rosa-Massiv | Italien / Schweiz    | 0,5 Grenzgipfel                  | 112 Grenzsattel                                  | 1. Aug. 1855 Joseph Zumstein, Joseph und Johann Niklaus Vincent u. a. |
| 6   | Signalkuppe vom Liskamm aus gesehen | Signalkuppe                                        | 4554     | Walliser Alpen Monte-Rosa-Massiv | Italien/ Schweiz     | 0,7 Zumsteinspitze               | 98 Colle Gnifetti                                | 9. Aug. 1842 Giovanni Gnifetti und 7 Begleiter |
| 7   | Dom von Norden, vom Nadelhorn | Dom                                                | 4546     | Walliser Alpen Mischabelgruppe   | Schweiz              | 16,9 Nordend                     | 1057 Neues Weisstor                              | 11. Sep. 1858 John Llewelyn Davies, Johannes Zumtaugwald, Johann Kronig, Hieronymous Brantschen                                                                                  |
| 8   | Liskamm-Ostgipfel von Westen aus gesehen | Liskamm (Ostgipfel)                                | 4532     | Walliser Alpen                   | Italien/ Schweiz     | 2,9 Zumsteinspitze               | 379 Lisjoch                                      | 19. Aug. 1861 Durch 14 Bergsteiger, u. a. der St. Niklauser Bergführer Franz Josef Lochmatter                                                                                    |
| 9   | Weisshorn von Südosten aus gesehen | Weisshorn                                          | 4505     | Walliser Alpen Weisshorngruppe   | Schweiz              | 11,1 Dom                         | 1234 Furggjoch                                   | 19. Aug. 1861 John Tyndall, Johann Josef Benet, Ulrich Wenger |
| 10  | Täschorn Westwand | Täschhorn                                          | 4491     | Walliser Alpen Mischabelgruppe   | Schweiz              | 1,2 Dom                          | 213 Domjoch                                      | 30. Juli 1862 John Llewelyn Davies, J. W. Hayward, Peter-Josef Summermatter, Stefan und Johannes Zumtaugwald                                                                     |
| 11  | Liskamm-Westgipfel und Ostgipfel (v. l. n. r.) von Westen | Liskamm (Westgipfel)                               | 4477     | Walliser Alpen                   | Italien/ Schweiz     | 1,1 Liskamm-Ostgipfel            | 61 Einschartung zum Ostgipfel                    | 19. Aug. 1861 William E. Hall und 13 Begleiter (u. a. der St. Niklauser Bergführer Franz Josef Lochmatter)                                                                       |
| 12  | Matterhorn von der Gornergratbahn | Matterhorn                                         | 4478     | Walliser Alpen                   | Italien/ Schweiz     | 13,9 Liskamm-Westgipfel          | 1043 Col Durand                                  | 14. Juli 1865 Edward Whymper, Michel Croz, Charles Hudson, Lord Francis Douglas, D. Robert Hadow sowie die Zermatter Bergführer Peter Taugwalder Vater und Peter Taugwalder Sohn |
| 13  | Picco Luigi Amedeo (der hohe Pfeilergipfel in der linken Bildhälfte) | Picco Luigi Amedeo                                 | 4460     | Mont-Blanc-Gruppe                | Italien              | 0,7 Mont Blanc de Courmayeur     | 39 Einschartung zum Mont Blanc de Courmayeur     | 20. Juli 1901 Giovanni Battista und Giuseppe Fortunato Gugliermina mit dem Führer Joseph Brocherel                                                                               |
| 14  | Mont Maudit von Norden. Links der markante Nordost-Gipfel. | Mont Maudit                                        | 4465     | Mont-Blanc-Gruppe                | Frankreich / Italien | 1,9 Mont Blanc                   | 162 Col de la Brenva                             | 12. Sep. 1878 Henry S. King, William E. Davidson, Johann Jaun, Johann von Bergen                                                                                                 |
| 15  | Parrotspitze vom Liskamm aus gesehen | Parrotspitze (Punta Parrot)                        | 4431     | Walliser Alpen Monte-Rosa-Massiv | Italien/ Schweiz     | 0,9 Signalkuppe                  | 134 Seserjoch                                    | 16. Aug. 1863 Florence Crauford Grove, Melchior Anderegg und 4 Begleiter |
| 16  | Dent Blanche | Dent Blanche                                       | 4357     | Walliser Alpen                   | Schweiz              | 7,4 Matterhorn                   | 916 Wandfluejoch                                 | 18. Juli 1862 Thomas S. Kennedy, William und C. Wigram mit Jean-Baptiste Croz, Johann Kronig                                                                                     |
| 17  | v. l. n. r.: Zumsteinspitze, Signalkuppe, Parrotspitze, Ludwigshöhe und Schwarzhorn, vom Liskamm aus gesehen | Ludwigshöhe                                        | 4341     | Walliser Alpen Monte-Rosa-Massiv | Italien/ Schweiz     | 0,7 Parrotspitze                 | 57 Fiodejoch                                     | 25. Aug. 1822 Ludwig von Welden mit Begleitern |
| 18  | v. l. n. r.: Ulrichshorn, Lenzspitze (im Hintergrund), Nadelhorn, Stecknadelhorn und Hohberghorn | Nadelhorn                                          | 4327     | Walliser Alpen Mischabelgruppe   | Schweiz              | 1,7 Dom                          | 207 Lenzjoch                                     | 16. Sep. 1858 Franz Andenmatten, Baptiste Epiney, Aloys Supersaxo, Joseph Zimmermann                                                                                             |
| 19  | Schwarzhorn von der Ludwigshöhe aus gesehen | Corno Nero (Schwarzhorn)                           | 4321     | Walliser Alpen Monte-Rosa-Massiv | Italien              | 0,3 Ludwigshöhe                  | 42 Einschartung zur Ludwigshöhe                  | 18. Aug. 1873 Marco Maglionini, Albert de Rothschild, Eduard Cupelin mit Peter und Niklaus Knubel                                                                                |
| 20  | Grand Combin de Grafeneire (der höchste Gipfel in der Mitte) | Combin de Grafeneire                               | 4310     | Walliser Alpen Grand Combin      | Schweiz              | 26,5 Dent Blanche                | 1512 Fenêtre de Durand                           | 20. Juli 1857 Jouvence Bruchez, Benjamin und Maurice Felley |
| 21  | Dôme du Goûter von Chamonix aus gesehen | Dôme du Goûter                                     | 4304     | Mont-Blanc-Gruppe                | Frankreich           | 2,0 Mont Blanc                   | 68 Col du Dôme                                   | 17. Sep. 1784 Jean-Marie Couttet, François Cuidet |
| 22  | Lenzspitze Nordostwand | Lenzspitze                                         | 4293     | Walliser Alpen Mischabelgruppe   | Schweiz              | 0,5 Nadelhorn                    | 86 Nadeljoch                                     | 1870 Clinton Thomas Dent, Alexander und Franz Burgener |
| 23  | Finsteraarhorn. Rechts davon Schreckhorn und Lauteraarhorn. | Finsteraarhorn                                     | 4274     | Berner Alpen                     | Schweiz              | 51,7 Nadelhorn                   | 2279 Westlich vom Simplonpass                    | 16. Aug. 1812 Arnold Abbühl, Joseph Bortis, Alois Volker |
| 24  | Mont Blanc du Tacul (Mitte links) und Mont Maudit (Mitte rechts) von der Aiguille du Midi aus gesehen | Mont Blanc du Tacul                                | 4248     | Mont-Blanc-Gruppe                | Frankreich           | 1,4 Mont Maudit                  | 219 Col Maudit                                   | 5. Aug. 1855 Charles Hudson |
| 25  | Grand-Pilier-d’Angle-Nordwand | Grand Pilier d’Angle                               | 4243     | Mont-Blanc-Gruppe                | Italien              | 0,7 Mont Blanc de Courmayeur     | 35 Einschartung zum Mont Blanc de Courmayeur     | 3. Aug. 1957 Walter Bonatti, Toni Gobbi |
| 26  | Stecknadelhorn (Mitte rechts) und Nadelhorn (rechts). Hinten links der Weissmies | Stecknadelhorn                                     | 4240     | Walliser Alpen Mischabelgruppe   | Schweiz              | 0,5 Nadelhorn                    | 27 Stecknadeljoch                                | 8. Aug. 1887 Oscar Eckenstein, Matthias Zurbriggen |
| 27  | Castor (links) und Pollux (rechts) vom Grenzgletscher aus gesehen | Castor (Punta Castore)                             | 4223     | Walliser Alpen Zwillinge         | Italien/ Schweiz     | 2,4 Liskamm-Westgipfel           | 156 Felikjoch                                    | 23. Aug. 1861 William Mathews, F. W. Jacomb, Michel Croz |
| 28  | Zinalrothorn von der Cabane de Tracuit aus gesehen | Zinalrothorn                                       | 4221     | Walliser Alpen Weisshorngruppe   | Schweiz              | 4,5 Weisshorn                    | 491 Hohlichtpass                                 | 22. Aug. 1864 Florence Crauford Grove, Leslie Stephen, Jakob und Melchior Anderegg                                                                                               |
| 29  | v. l. n. r.: Ulrichshorn, Lenzspitze (im Hintergrund), Nadelhorn, Stecknadelhorn und Hohberghorn | Hohberghorn                                        | 4218     | Walliser Alpen Mischabelgruppe   | Schweiz              | 0,4 Stecknadelhorn               | 76 Hohbergjoch                                   | Aug. 1869 R. B. Heathcote, Franz Biner, Peter Perren, Peter Taugwalder |
| 30  | Monte Rosa von Südosten: Vincent-Pyramide, Schwarzhorn, Ludwigshöhe, Parrotspitze, Signalkuppe (v. l. n. r.) | Vincent-Pyramide                                   | 4215     | Walliser Alpen Monte-Rosa-Massiv | Italien              | 0,7 Corno Nero (Schwarzhorn)     | 128 Einschartung zum Schwarzhorn                 | 5. Aug. 1819 Johann Nikolaus Vincent, unbekannter Begleiter |
| 31  | Pointe Walker (höchster Gipfel links der Bildmitte) und Dent du Géant (schwarzer Turm rechts der Bildmitte) | Grandes Jorasses (Pointe Walker)                   | 4208     | Mont-Blanc-Gruppe                | Frankreich / Italien | 7,9 Mont Blanc du Tacul          | 852 Col du Géant                                 | 30. Juni 1868 Horace Walker, Melchior Anderegg, J. Jaun, J. Grange |
| 32  | Alphubel | Alphubel                                           | 4203     | Walliser Alpen Allalingruppe     | Schweiz              | 2,3 Täschhorn                    | 359 Mischabeljoch                                | 9. Aug. 1860 T. W. Hinchliff, Leslie Stephen, Melchior Anderegg, Peter Perren |
| 33  | Rimpfischhorn (rechts) und Strahlhorn (links) von der Britanniahütte aus gesehen | Rimpfischhorn                                      | 4199     | Walliser Alpen Allalingruppe     | Schweiz              | 4,7 Alphubel                     | 647 Allalinpass                                  | 9. Sep. 1859 Leslie Stephen, Robert Liveing, Melchior Anderegg, Johannes Zumtaugwald                                                                                             |
| 34  | Aletschhorn von Südosten | Aletschhorn                                        | 4194     | Berner Alpen                     | Schweiz              | 13,5 Finsteraarhorn              | 1043 Lötschenlücke                               | 18. Juni 1859 Francis F. Tuckett, Johann Josef Benet, Peter Bohren, V. Tairraz                                                                                                   |
| 35  | Allalinhorn, Strahlhorn und Rimpfischhorn (v. l. n. r.) | Strahlhorn                                         | 4190     | Walliser Alpen Allalingruppe     | Schweiz              | 1,8 Rimpfischhorn                | 404 Alderpass                                    | 15. Aug. 1854 Edmund J. Grenville, Christopher Smyth, Franz-Josef Andenmatten, Ulrich Lauener                                                                                    |
| 36  | Combin de Valsorey (rechts) | Combin de Valsorey                                 | 4184     | Walliser Alpen Grand Combin      | Schweiz              | 0,5 Combin de Grafeneire         | 57 Einschartung zum Combin de Grafeneire         | 16. September 1872 J. H. Isler und J. Gillioz |
| 36  | Grandes Jorasses-Nordwand. Die Pointe Whymper ist der zweite Gipfel von links. Die Pointe Croz ist der dritte Gipfel von links, mittig oberhalb des breiten, zentralen Pfeilers. | Grandes Jorasses (Pointe Whymper)                  | 4180     | Mont-Blanc-Gruppe                | Frankreich / Italien | 0,2 Pointe Walker                | 51 Einschartung zur Pointe Walker                | 24. Juni 1865 Edward Whymper, Michel Croz, Christian Almer, F. Biner |
| 38  | Dent d’Hérens | Dent d’Hérens                                      | 4173     | Walliser Alpen                   | Italien/ Schweiz     | 4,2 Matterhorn                   | 704 Colle Tournanche                             | 12. Aug. 1863 Florence Crauford Grove, Melchior Anderegg und 5 Begleiter |
| 39  | Breithorn-Westgipfel | Breithorn (Westgipfel)                             | 4160     | Walliser Alpen Breithorn         | Italien/ Schweiz     | 4,2 Castor                       | 438 Schwarztor                                   | 13. Aug. 1813 Henry Maynard, Joseph-Marie Couttet, Jean Gras, Jean-Baptiste und Jean-Jacques Erin                                                                                |
| 40  | Jungfrau von Wengen aus gesehen | Jungfrau                                           | 4158     | Berner Alpen                     | Schweiz              | 8,3 Aletschhorn                  | 694 Jungfraujoch                                 | 3. Aug. 1811 Johann Rudolf Meyer, Hieronymus Meyer, Alois Volken, Joseph Bortis                                                                                                  |
| 41  | In der Mitte der Breithorn-Zentralgipfel. Links der westliche Breithornzwilling, rechts der Hauptgipfel. | Breithorn (Zentralgipfel)                          | 4154     | Walliser Alpen Breithorn         | Italien/ Schweiz     | 0,7 Breithorn-Westgipfel         | 73 Einschartung zum Westgipfel                   | 13. Aug. 1813 Henry Maynard, Joseph-Marie Couttet, Jean Gras, Jean-Baptiste und Jean-Jacques Erin                                                                                |
| 42  | Bishorn Nordwand | Bishorn                                            | 4149     | Walliser Alpen Weisshorngruppe   | Schweiz              | 0,8 Weisshorn                    | 90 Weisshornjoch                                 | 18. Aug. 1884 G. S. Barnes, R. Chessyre-Walker, Joseph Imboden, J. M. Chanton |
| 43  | In der linken Bildhälfte v. l. n. r.: Roccia Nera, östlicher Breithornzwilling (Gendarm), westlicher Breithornzwilling | Westlicher Breithornzwilling (Breithorn Ostgipfel) | 4138     | Walliser Alpen Breithorn         | Italien/ Schweiz     | 0,8 Breithorn-Zentralgipfel      | 120 Selle                                        | 1813 Henry Maynard, Joseph-Marie Couttet, Jean Gras, Jean-Baptiste Hérin und Jean-Jacques Hérin                                                                                  |
| 44  | In der linken Bildhälfte der Combin de la Tsessette (links) und sein Westgipfel (rechts) | Combin de la Tsessette                             | 4132     | Walliser Alpen Grand Combin      | Schweiz              | 0,9 Combin de Grafeneire         | 57 Einschartung zum Combin de Grafeneire         | 1857 William Mathews |
| 45  | Aiguille Verte | Aiguille Verte                                     | 4122     | Mont-Blanc-Gruppe                | Frankreich           | 7,2 Grandes Jorasses             | 689 Col de Leschaux                              | 29. Juni 1865 Edward Whymper, Christian Almer, Franz Biner |
| 46  | Aiguilles du Diable | Aiguilles du Diable (L’Isolée)                     | 4114     | Mont-Blanc-Gruppe                | Frankreich           | 0,2 Mont Blanc du Tacul          | 36 Einschartung zum Mont Blanc du Tacul          | 1925 Antoine Blanchet, Armand Charlet |
| 47  | Aiguille Noire de Peuterey, Aiguille Blanche de Peuterey, Mont Blanc, Mont Maudit (v. l. n. r.) | Aiguille Blanche de Peutérey                       | 4112     | Mont-Blanc-Gruppe                | Italien              | 0,7 Grand Pilier d’Angle         | 178 Col de Peuterey                              | 31. Juli 1885 Henry S. King, Émile Rey, Ambros Supersaxo, Aloys Anthamatten |
| 48  | Mönch von Norden | Mönch                                              | 4110     | Berner Alpen                     | Schweiz              | 3,5 Jungfrau                     | 591 Unteres Mönchsjoch                           | 15. Aug. 1857 Sigismund Porges, Christian Almer, Christian und Ulrich Kaufmann                                                                                                   |
| 48  | Grandes Jorasses-Nordwand. Die Pointe Croz ist der dritte Gipfel von links, mittig oberhalb des breiten, zentralen Pfeilers. | Grandes Jorasses (Pointe Croz)                     | 4110     | Mont-Blanc-Gruppe                | Frankreich / Italien | 0,2 Pointe Whymper               | 10 Einschartung zur Pointe Walker                | |
| 50  | Aiguilles du Diable | Aiguilles du Diable (Pointe Carmen)                | 4109     | Mont-Blanc-Gruppe                | Frankreich           | 0,2 L’Isolée                     | 36 Einschartung zur L’Isolée                     | 1923 Brégault, Chevalier, De Lépiney |
| 51  | In der linken Bildhälfte v. l. n. r.: Roccia Nera, östlicher Breithornzwilling (Gendarm), westlicher Breithornzwilling | Östlicher Breithornzwilling (Gendarm)              | 4106     | Walliser Alpen Breithorn         | Italien/ Schweiz     | 0,3 westlicher Breithornzwilling | 36 Einschartung zum westlichen Breithornzwilling | |
| 52  | Barre-des-Écrins-Nordwestwand | Barre des Écrins                                   | 4102     | Pelvoux                          | Frankreich           | 107,3 Picco Luigi Amedeo         | 2045 Col du Lautaret                             | 15. Aug. 1857 Edward Whymper, Horace Walker, Adolphus W. Moore, Christian Almer, Michel Croz                                                                                     |
| 52  | Die Grande Rocheuse direkt rechts neben dem Hauptgipfel der Aiguille Verte. Links die zwei Spitzen der Aiguille du Dru. | Grande Rocheuse                                    | 4102     | Mont-Blanc-Gruppe                | Frankreich           | 0,3 Aiguille Verte               | 52 Einschartung zur Aiguille Verte               | 17. Sep. 1865 Robert Fowler, Michel Ducroz, Michel Balmat |
| 54  | Aiguilles du Diable | Aiguilles du Diable (Pointe Médiane)               | 4097     | Mont-Blanc-Gruppe                | Frankreich           | 0,2 Pointe Carmen                | 40 Einschartung zur Carmen                       | 1925 Antoine Blanchet, Jean Chaubert, Armand Charlet, Devouassoud |
| 55  | Pollux (rechts der Mitte) vom Grenzgletscher aus gesehen. Links der Mitte der Castor. | Pollux (Punta Polluce)                             | 4087     | Walliser Alpen Zwillinge         | Italien / Schweiz    | 0,7 Castor                       | 243 Zwillingsjoch                                | 1. Aug. 1864 Jules Jacot, Josef-Marie Perren, Peter Taugwalder sen. |
| 56  | Schreckhorn (links) vom Bachalpsee aus gesehen. In der Bildmitte das Finsteraarhorn, ganz rechts das Gross-Fiescherhorn. | Schreckhorn                                        | 4078     | Berner Alpen                     | Schweiz              | 5,9 Finsteraarhorn               | 795 Finsteraarjoch                               | 1. Aug. 1864 Leslie Stephen, Ulrich Kaufmann, Peter und Christian Michel |
| 57  | Roccia Nera | Roccia Nera                                        | 4069     | Walliser Alpen Breithorn         | Italien / Schweiz    | 0,4 Breithorn-Gendarm            | 30 Einschartung zum Gendarm                      | |
| 58  | Aiguilles du Diable | Aiguilles du Diable (Pointe Chaubert)              | 4074     | Mont-Blanc-Gruppe                | Frankreich           | 0,2 Pointe Médiane               | 57 Einschartung zum Médiane                      | 1925 Jean Chaubert, Armand Charlet |
| 59  | Der Brouillardgrat auf den Mont Blanc. Er trägt die Viertausender Punta Baretti (die kleine, aber markante Felsspitze links der Bildmitte), Mont Brouillard (die kleine Spitze an der Schnittstelle von unterem und oberem Gratabschnitt), Pic Luigi Amedeo und Mont Blanc de Courmayeur. | Mont Brouillard                                    | 4069     | Mont-Blanc-Gruppe                | Italien              | 0,2 Picco Luigi Amedeo           | 39 Col Emile Rey                                 | 1906 Karl Blodig, Oscar Eckenstein, Alessio Brocherel |
| 60  | Grandes Jorasses. Kletterrouten durch die Nordwand. | Grandes Jorasses (Pointe Marguerite)               | 4065     | Mont-Blanc-Gruppe                | Frankreich / Italien | 0,3 Pointe Croz                  | 50 Einschartung zur Pointe Croz                  | |
| 61  | Aiguilles du Diable | Aiguilles du Diable (Corne du Diable)              | 4064     | Mont-Blanc-Gruppe                | Frankreich           | 0,2 Pointe Chaubert              | 19 Einschartung zum Chaubert                     | 1925 Jean Chaubert, Armand Charlet |
| 62  | Ober Gabelhorn. In der Bildmitte die Wellenkuppe. | Ober Gabelhorn                                     | 4063     | Walliser Alpen Weisshorngruppe   | Schweiz              | 3,1 Zinalrothorn                 | 536 Triftjoch                                    | 6. Juli 1865 Horace Walker, Adolphus W. Moore, Jakob Anderegg |
| 63  | Gran Paradiso | Gran Paradiso                                      | 4061     | Grajische Alpen                  | Italien              | 45,1 Grandes Jorasses            | 1888 Nahe Kleiner Sankt Bernhard                 | 4. Sep. 1860 John J. Cowell, W. Dundas, Jean Tairraz, Michel-Clément Payot |
| 64  | Aiguille de Bionnassay | Aiguille de Bionnassay                             | 4052     | Mont-Blanc-Gruppe                | Frankreich / Italien | 1,8 Dôme du Goûter               | 164 Col de Bionnassay                            | 28. Juli 1865 E. N. Buxton, F. C. Grove, R. J. S. Macdonald, Michel Payot, Jean-Pierre Cachat                                                                                    |
| 65  | Gross Fiescherhorn (rechts) vom Mittellegigrat aus gesehen. Im Hintergrund links das Finsteraarhorn. | Gross Fiescherhorn                                 | 4049     | Berner Alpen                     | Schweiz              | 4,7 Mönch                        | 396 Fieschergrat                                 | 23. Juli 1862 Adolphus W. Moore, H. B. George, Ulrich Kaufmann, Christian Almer                                                                                                  |
| 66  | Piz Bernina | Piz Bernina                                        | 4048     | Berninagruppe                    | Schweiz              | 138 Finsteraarhorn               | 2236 Malojapass                                  | 13. Sep. 1850 Johann Coaz, Jon und Lorenz Ragut Tscharner |
| 67  | Links die Vincent-Pyramide. Genau in der Mitte des Bildes, rechts des Gletschersattels, der Felsen Punta Giordani. | Punta Giordani (Giordanispétz)                     | 4046     | Walliser Alpen Monte-Rosa-Massiv | Italien              | 0,1 Vincent-Pyramide             | 5 Einschartung zur Vincent-Pyramide              | 5. Aug. 1819 Nicola Vincent |
| 68  | Grandes Jorasses. Kletterrouten durch die Nordwand. | Grandes Jorasses (Pointe Hélène)                   | 4045     | Mont-Blanc-Gruppe                | Frankreich / Italien | 0,2 Pointe Marguerite            | 10 Einschartung zur Pointe Marguerite            | |
| 69  | In der Mitte das Gross Grünhorn. Links die Fiescherhörner, rechts das Finsteraarhorn. | Gross Grünhorn                                     | 4043     | Berner Alpen                     | Schweiz              | 2,5 Gross Fiescherhorn           | 303 Kleine Grünhornlücke                         | 7. Aug. 1865 Edmund von Fellenberg, Peter Michel, Peter Egger, Peter Inäbnit |
| 70  | v. l. n. r.: Lauteraarhorn-Hauptgipfel, Mittelgipfel, Nordgipfel und Schreckhorn. Ganz links Kleines Lauteraarhorn. | Lauteraarhorn                                      | 4042     | Berner Alpen                     | Schweiz              | 1,0 Schreckhorn                  | 128 Schreckhornsattel                            | 7. Aug. 1865 Pierre Desor, Arnold Escher von der Linth, Christian Girard, Melchior Bannholzer, Jakob Leuthold                                                                    |
| 71  | Mischabel von Norden. Der dunkle Felsgipfel rechts ist das Dürrenhorn. | Dürrenhorn                                         | 4035     | Walliser Alpen Mischabelgruppe   | Schweiz              | 0,8 Hohberghorn                  | 124 Dürrenjoch                                   | 7. Sep. 1879 Albert Mummery, William Penhall, Alexander Burgener, Ferdinand Imseng                                                                                               |
| 71  | In der Bildmitte der Hauptgipfel der Aiguille Verte. Rechts davon die Grande Rocheuse und die gezackte Aiguille du Jardin. Ganz rechts und tiefer das Signal Vallot. | Aiguille du Jardin                                 | 4035     | Mont-Blanc-Gruppe                | Frankreich           | 0,2 Grande Rocheuse              | 37 Einschartung zur Rocheuse                     | 1. Aug. 1904 E. Fontaine, Jean Ravanel, Léon Tournier |
| 73  | Allalinhorn | Allalinhorn                                        | 4027     | Walliser Alpen Allalingruppe     | Schweiz              | 2,1 Rimpfischhorn                | 257 Alphubeljoch                                 | 28. Aug. 1856 Edward L. Ames, n.n. Imseng, Franz Josef Andenmatten |
| 74  | Hinter Fiescherhorn (links) und Gross Fiescherhorn (rechts), in der Mitte dahinter der Mönch | Hinter Fiescherhorn                                | 4025     | Berner Alpen                     | Schweiz              | 0,7 Gross Fiescherhorn           | 102 Fieschersattel                               | 28. Juli 1885 Eugen Guido Lammer, August Lorria |
| 75  | Grandes Jorasses von Nordosten. Rechts hinten Dôme de Rochefort, Aiguille de Rochefort und Mont Mallet (v. l. n. r). | Dôme de Rochefort                                  | 4015     | Mont-Blanc-Gruppe                | Frankreich / Italien | 0,9 Pointe Marguerite            | 206 Col des Grandes Jorasses                     | 12. Aug. 1881 Alphonse Payot, Michel-Clément Payot, J. Eccles |
| 75  | Barre des Écrins mit dem Dôme de Neige (rechts) | Barre des Écrins (Dôme de Neige)                   | 4015     | Pelvoux                          | Frankreich           | 0,2 Barre des Écrins             | 41 Brèche Lory                                   | 25. Juni 1864 Adolphus Warburton Moore, Horace Walker, Edward Whymper, Führern Christian Almer, Michel Croz                                                                      |
| 77  | Weissmies | Weissmies                                          | 4011     | Walliser Alpen Weissmiesgruppe   | Schweiz              | 11,2 Lenzspitze                  | 1183 Mondellipass                                | 1855 Jakob Christian Häusser, Peter Josef Zurbriggen |
| 77  | Dent du Géant | Dent du Géant                                      | 4013     | Mont-Blanc-Gruppe                | Frankreich / Italien | 1,2 Dôme de Rochefort            | 139 Einschartung zur Aiguille de Rochefort       | 29. Juli 1882 Alessandro Corradino und 5 Begleiter |
| 77  | Der Brouillardgrat auf den Mont Blanc. Er trägt die Viertausender Punta Baretti (die kleine, aber markante Felsspitze links der Bildmitte), Mont Brouillard, Pic Luigi Amedeo und Mont Blanc de Courmayeur.                                                                               | Punta Baretti                                      | 4013     | Mont-Blanc-Gruppe                | Italien              | 0,3 Mont Brouillard              | 56 Einschartung zum Mont Brouillard              | 28. Juli 1880 Martino Baretti, Jean-Joseph Maquignaz |
| 80  | Lagginhorn (rechts). Links das Fletschhorn. | Lagginhorn                                         | 4010     | Walliser Alpen Weissmiesgruppe   | Schweiz              | 3,3 Weissmies                    | 512 Lagginjoch                                   | 26. Juli 1856 Edward L. Ames, Johann Josef Imseng, Franz-Josef Andenmatten |
| 81  | Aiguille de Rochefort | Aiguille de Rochefort                              | 4001     | Mont-Blanc-Gruppe                | Frankreich / Italien | 0,6 Dent du Géant                | 106 Einschartung zum Dôme de Rochefort           | 14. Aug. 1873 Alphonse Payot, Michel-Clément Payot, J. Eccles |
| 82  | Les Droites, Nord- und Nordostwand | Les Droites                                        | 4000     | Mont-Blanc-Gruppe                | Frankreich           | 1,0 Aiguille du Jardin           | 204 Col de l’ Aiguille Verte                     | 7. Aug. 1856 Thomas Middlemore, John Oakley, Henri Cordier, Johann Jaun, Andreas Maurer                                                                                          |

### Legende
- Rang: Rang, den der Gipfel unter den Viertausendern einnimmt
- Bild: Bild des Berges
- Gipfel: Name des Gipfels
- Höhe: Höhe des Berges in Metern
- Gebirge: Gebirgsgruppe, in der der Berg liegt. Es fehlt eine Einteilung der Ostalpen, weshalb eine einheitliche Zuordnung nicht möglich ist.
- Land: Gibt die Staatszugehörigkeit des Gipfels an
- Dominanz: Die Dominanz beschreibt den Radius des Gebietes, das der Berg überragt, angegeben in Kilometern mit Bezugspunkt.
- Schartenhöhe: Die Schartenhöhe ist die Höhendifferenz zwischen Gipfelhöhe und der höchstgelegenen Einschartung, bis zu der man mindestens absteigen muss, um einen höheren Gipfel zu erreichen. Angegeben in Metern mit Bezugspunkt.
- Erstbesteigung: Namen der Erstbesteiger mit Datum; ein leeres Feld bedeutet, dass der Erstbesteiger oder das Datum nicht mehr nachvollzogen werden können.

Über manche Angaben besteht nicht überall Einigkeit. Vor allem bei Grenzgipfeln können Höhenangaben einige Meter differieren.

### Definition und Kriterien
An der Definition beteiligten sich die Alpenvereine Club Alpin Français, Club Alpino Italiano und Schweizer Alpen-Club. Dabei wurden Gipfel nach drei Hauptkriterien untersucht: Topographie, Morphologie und Alpinismus. Für die Topographie wurde als Grenzwert eine Schartenhöhe von 30 Meter ermittelt. Der Wert der Schartenhöhe gibt an, wie weit man von dem Gipfel mindestens absteigen muss, um auf einen höheren Gipfel zu gelangen. Für Erhebungen, deren Schartenhöhe als grenzwertig einzustufen oder zu gering ist, wird überprüft, inwiefern ihre Gesamtstruktur und ihr Aussehen eine Einordnung als eigenständigen Gipfel zulassen. Als Bergsteigervereinigung unterzog die Kommission die fraglichen Gipfel auch einer Prüfung nach alpinistischen Kriterien, wie die Bedeutung der Erhebung für den Alpinismus oder eine bedeutende Historie.
Einige Gipfel wurden in die Liste aufgenommen, die das topographische Kriterium einer Schartenhöhe von mehr als 30 Metern nicht erfüllen:
- Der Mont Blanc de Courmayeur wurde trotz kleinerer Schartenhöhe aufgenommen, weil er 600 Meter Luftlinie vom Mont Blanc entfernt ist und sowohl morphologisch und alpinistisch bedeutsam erscheint.
- Gleiches gilt für den Grand Pilier d’Angle, der in der unteren Ostschulter des Mont Blanc de Courmayeur liegt.
- Obwohl die Schartenhöhe des Corne du Diable deutlich unter 30 m liegt, wurden von den Aiguilles du Diable alle Gipfel über 4000 Meter aufgenommen, da die Gesamtüberschreitung aller fünf Spitzen im Alpinismus eine große Rolle spielt und sich alle Zacken morphologisch deutlich abheben.
- Obwohl die Schartenhöhen von Pointe Croz und Pointe Hélène deutlich unter 30 m liegen und sich beide Spitzen morphologisch nicht deutlich abheben, wurden von den Grandes Jorasses alle Gipfel über 4000 Meter aufgenommen, da die Gesamtüberschreitung aller fünf Spitzen im Alpinismus eine große Rolle spielt.
- Vom Breithorn wurden alle fünf Gipfel aufgenommen, obwohl die Schartenhöhe der Roccia Nera als ungünstig bewertet wurde. Allerdings wurde ihre alpinistische und morphologische Bedeutung als günstig eingestuft.

### Erweiterte Liste
Neben den oben aufgeführten Gipfeln wurden weitere 46 Erhebungen, die nach Ansicht der UIAA den Kriterien nicht entsprechen, in eine „Erweiterte Liste“ aufgenommen.
- Rochers de la Tournette (Mont Blanc, 4677 m)
- Dunantspitze (4631 m)
- Grenzgipfel (4617 m)
- La Petite Bosse (Mont Blanc, 4547 m)
- La Grande Bosse (Mont Blanc, 4513 m)
- Matterhorn-Italienergipfel (4477 m)
- Großer Gendarm (Dom, 4467 m)
- Aiguille de la Belle Etoile (Mont Blanc, 4354 m)
- Großer Gendarm (Weisshorn, 4329)
- Pointe Mieulet (Mont Maudit, 4287)
- Liskamm-Nase (4272 m)
- Pointe Bayeux (Dôme du Goûter, 4258 m)
- Pointe E (Mont Blanc du Tacul, 4247 m)
- Aiguille du Croissant (Grand Combin, 4259 m)
- Pic Tyndall (Matterhorn, 4239 m)
- Picco Muzio (Matterhorn, 4187 m)
- Entdeckungsfels (Liskamm, 4178 m)
- Balmenhorn (4167 m)
- Alphubel-Südgipfel (4163 m)
- La Corne (Dent d’Hérens, 4148 m)
- Pointe Burnaby (Bishorn, 4134 m)
- Alphubel-Nordostgipfel (4125 m)
- Alphubel-Nordgipfel (4118 m)
- Großer Gendarm (Rimpfischhorn, 4107 m)
- Pointe Süd-Ost (Aiguille Blanche de Peuterey, 4107 m)
- Pointe de’l Androsace (Mont Maudit, 4107 m)
- Pointe Nord-West (Aiguille Blanche de Peuterey, 4104 m)
- Großer Gendarm (Dent Blanche, 4097 m)
- Felikhorn (Liskamm, 4087 m)
- Großer Gendarm (Lenzspitze, 4091 m)
- Wengen-Jungfrau (4085 m)
- Süd-Ost Gendarm (Combin de la Tsessette, 4090 m)
- Pic Lory (Barre des Écrins, 4086 m)
- Gendarme Crochu (Dent d’Hérens, 4075 m)
- Pilier du Diable (Mont Blanc du Tacul, 4067 m)
- Terzo pilastro del Col Maudit (4064 m)
- Pointe Bravais (Dôme du Goûter, 4057 m)
- Pic Eccles (Mont Blanc, 4041 m)
- L’Epaule (Dent d’Hérens, 4040 m)
- Gendarme de Col Maudit (4032 m)
- Pointe Eveline (Aiguille du Jardin, 4026 m)
- Il Roc (Gran Paradiso, 4026 m)
- Pointe Croux (Aiguille Verte, 4023 m)
- La Spedla (Piz Bernina, 4018 m)
- L’Epaule (Zinalrothorn 4016 m)
- Piton des Italien (Dôme du Goûter, 4003 m)

## Anzahl Gipfel bei unterschiedlichen Schartenhöhe-Kriterien
Die folgende Tabelle zeigt, wie sich unterschiedliche Anforderungen an die minimale Schartenhöhe auf die Anzahl der Viertausender-Gipfel auswirken.
|                      | Minimale Schartenhöhe | Minimale Schartenhöhe | Minimale Schartenhöhe | Minimale Schartenhöhe | Minimale Schartenhöhe | Minimale Schartenhöhe | Minimale Schartenhöhe | Minimale Schartenhöhe | Minimale Schartenhöhe |
| Land / Gebirgsgruppe | 2000 m                | 1500 m                | 1000 m                | 500 m                 | 300 m                 | 200 m                 | 100 m                 | 30 m                  | 0 m                   |
| -------------------- | --------------------- | --------------------- | --------------------- | --------------------- | --------------------- | --------------------- | --------------------- | --------------------- | --------------------- |
| Schweiz              | 3                     | 4                     | 9                     | 17                    | 24                    | 28                    | 35                    | 47                    | 48                    |
| Italien              | 1                     | 2                     | 3                     | 5                     | 7                     | 9                     | 19                    | 33                    | 37                    |
| Frankreich           | 2                     | 2                     | 2                     | 4                     | 4                     | 7                     | 11                    | 21                    | 25                    |
| Walliser Alpen       | 1                     | 2                     | 6                     | 11                    | 16                    | 20                    | 26                    | 39                    | 41                    |
| Mont-Blanc-Gruppe    | 1                     | 1                     | 1                     | 3                     | 3                     | 6                     | 11                    | 24                    | 28                    |
| Berner Alpen         | 1                     | 1                     | 2                     | 5                     | 7                     | 7                     | 9                     | 9                     | 9                     |
| Pelvoux              | 1                     | 1                     | 1                     | 1                     | 1                     | 1                     | 1                     | 2                     | 2                     |
| Berninagruppe        | 1                     | 1                     | 1                     | 1                     | 1                     | 1                     | 1                     | 1                     | 1                     |
| Grajische Alpen      | 0                     | 1                     | 1                     | 1                     | 1                     | 1                     | 1                     | 1                     | 1                     |
| Total                | 5                     | 7                     | 12                    | 22                    | 29                    | 36                    | 49                    | 76                    | 82                    |

Nicht nur als Gipfel, sondern als Berge können nach der Definition von Eberhard Jurgalski (Schartenhöhe ≥ 7 % der Höhe, bei Viertausendern also rund 300 m) 29 Viertausender der Alpen bezeichnet werden:
1. Mont Blanc, 2. Monte Rosa (mit Dufourspitze als Hauptgipfel), 3. Dom, 4. Liskamm, 5. Weisshorn, 6. Matterhorn, 7. Dent Blanche, 8. Grand Combin, 9. Finsteraarhorn, 10. Zinalrothorn, 11. Grandes Jorasses, 12. Alphubel, 13. Rimpfischhorn, 14. Aletschhorn, 15. Strahlhorn, 16. Dent d’Hérens, 17. Breithorn, 18. Jungfrau, 19. Aiguille Verte, 20. Mönch, 21. Barre des Écrins, 22. Schreckhorn, 23. Ober Gabelhorn, 24. Gran Paradiso, 25. Gross Fiescherhorn, 26. Piz Bernina, 27. Gross Grünhorn, 28. Weissmies, 29. Lagginhorn.
Berge mit einer Schartenhöhe über 1500 m werden als Ultra Prominent Peaks bezeichnet. Zu dieser Kategorie gehören: Mont Blanc, Dufourspitze, Grand Combin, Finsteraarhorn, Barre des Écrins, Gran Paradiso und Piz Bernina.

## Kritik an der Hauptliste der Viertausender-Gipfel der UIAA
Richard Goedeke, der als Bergsteiger die Viertausender aus eigener Anschauung kennt, kritisierte die Auswahl der Viertausender der UIAA.
Er wies darauf hin, dass selbst nach den eigenen Kriterien der UIAA mehrere Gipfel zusätzlich in die Hauptliste hätten aufgenommen werden müssen. Dagegen äußerte er zum 5 m hohen Felsen Punta Giordani, „dass eigentlich nur Hochstapler so etwas als ‚Gipfel‘ abfeiern“.
15 markante Viertausender-Alpengipfel, die von der UIAA nicht in ihre Hauptliste der Viertausender-Gipfel aufgenommen wurden, aber gemäß den Kriterien der UIAA gut hätten aufgenommen werden können und teilweise sogar hätten aufgenommen werden müssen:
| Gipfel                                                | Höhe   | Schartenhöhe | Anmerkungen | Anmerkungen |
| ----------------------------------------------------- | ------ | ------------ | ----------- | ----------- |
| Großer Gendarm (Weisshorn)                            | 4329 m | ca. 57 m     | G           |             |
| Schneedomspitze / Il Naso (Liskamm)                   | 4272 m | ca. 40 m     | G           |             |
| Großer Gendarm (Rimpfischhorn N)                      | 4107 m | ca. 40 m     | G           |             |
| Pilier du Diable (Mont Blanc du Tacul)                | 4067 m | 40 m         | G           |             |
| Lauteraarhorn-Nordgipfel                              | 4015 m | ca. 40 m     | G           | x           |
| Pic Eccles (Mont Blanc)                               | 4041 m | ca. 35 m     | G           |             |
| Lauteraarhorn-Mittelgipfel                            | 4014 m | 33 m         | G           | x           |
| Combin de la Tsessette Westgipfel                     | 4115 m | 30 m         |             | x           |
| Pointe Seymour King (Aiguille Blanche de Peuterey SO) | 4107 m | ca. 30 m     | G           |             |
| Pointe de’l Androsace (Mont Maudit)                   | 4107 m | ca. 30 m     |             |             |
| Il Roc (Gran Paradiso)                                | 4026 m | 28 m         |             |             |
| Mont Maudit Obere Südschulter                         | 4369 m | 27 m         |             | x           |
| Pointe Burnaby (Bishorn)                              | 4134 m | ca. 26 m     |             |             |
| Wengen-Jungfrau                                       | 4085 m | ca. 26 m     |             |             |
| Mont Maudit Nordost-Gipfel                            | 4336 m | 23 m         |             | x           |

G von Richard Goedeke zur Aufnahme in die Hauptliste vorgeschlagen

x sind nicht einmal in die Erweiterte Liste der UIAA aufgenommen worden